# Бондсвил (Масачусетс)
Бондсвил (енгл. Bondsville) град је у америчкој савезној држави Масачусетс.

## Демографија
По попису из 2000. године број становника је износио 1.876.
| Група             | 2000.         |
| Белци             | 1.827 (97,4%) |
| Афроамериканци    | 4 (0,2%)      |
| Азијати           | 0 (0,0%)      |
| Хиспаноамериканци | 20 (1,1%)     |
| Укупно            | 1.876         |